# Gică Petrescu
Gică Petrescu (2 aprile 1915 – 18 giugno 2006) è stato un cantante rumeno di musica popolare e leggera, con più di 70 anni di attività.

## Biografia

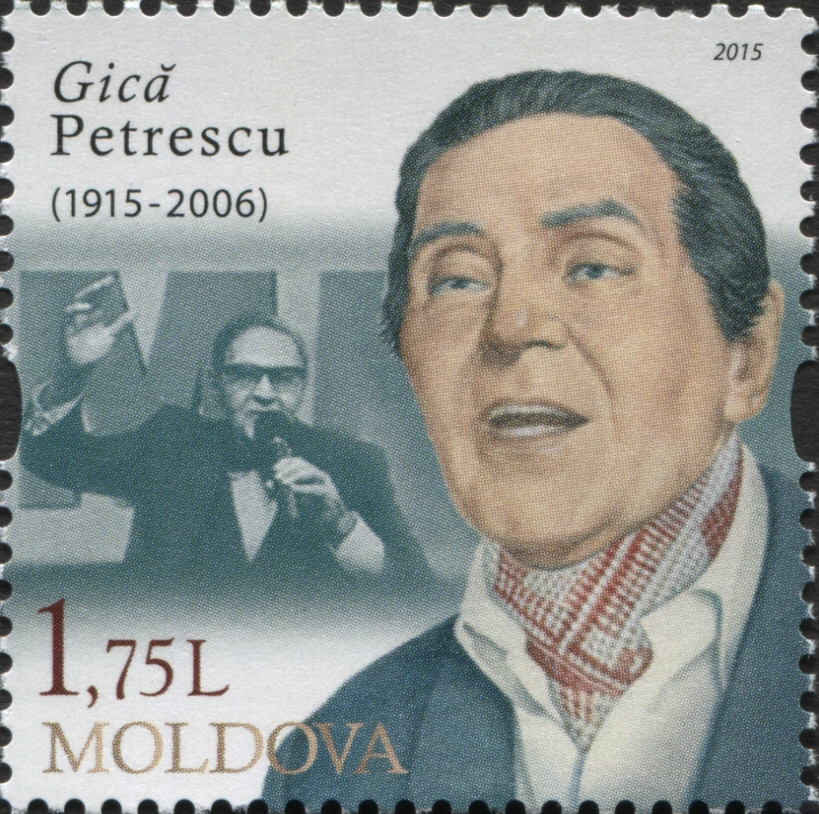
Gică Petrescu su un francobollo moldavo

Nacque a Bucarest in una casa su via Popa Nan. Figlio di Dumitru, un ragioniere con studi a Geneva e lavoro alle Poste e Severina (che passò la sua infanzia in Francia)), a 16 anni perse la madre. Si diplomò al liceo "Gheorghe Şincai" di Bucarest e per due anni seguì i corsi alla Facoltà di Legge. In una famiglia che amava la musica (spesso il padre suonava il violino accompagnato al pianoforte dalla madre), Gică sentì che questa fosse la sua strada; si iscrisse ai corsi del Conservatorio "Elvira Popescu" e per quattro anni studiò violino e chitarra.
Nel 1955 sposò Cezarina Moldoveanu, laureata in medicina ma attiva come attrice di rivista e scrittrice (che scrisse alcuno dei testi delle sue canzoni), un matrimonio durato 34 anni, fino alla morte di lei per un infarto ad agosto 1989. Fortemente provato, per un lungo periodo Gică Petrescu rifiutò di esibirsi. Non ebbero figli, ma una sola nipote, figlia della sorella della moglie di nome Diana Ieşeanu, di professione avvocato.
Visse con un'indennità di merito di 1000 leu, passando gli ultimi anni in povertà. Morto a 91 anni, venne sepolto al cimitero Bellu. Nel suo testamento donò all'amministrazione comunale il suo appartamento di 3 camere situato sul Bd. Regina Elisabeta nel centro storico di Bucarest, per l'allestimento di un museo che non fu realizzato per le ingenti spese di manutenzione dell'appartamento rimasto abbandonato per circa 11 anni.

## Carriera
Fece il suo debutto all'età di 18 anni quando, appena diplomato al liceo "Gheorghe Şincai" di Bucarest, entrò a far parte di un gruppo studentesco (chitarra e voce). Come solista apparve accanto alla James Kok Orchestra alle Gallerie Laffayette (Bucarest, 1933) e come solista e attore sulle scene del Teatro Odeon e Cărăbuş. Il suo debutto ufficiale avvenne esibendosi per il pubblico radiofonico nel 1937. Tra il 1937 e il 1939, cantò accompagnato dalle orchestre Radu Ghindă e Dinu Şerbănescu al Casinò di Sinaia nei Carpazi.
Fu protagonista sulle scene dei teatri di rivista Alhambra (1940), Gioconda e Boema (1940-1944), Savoy e Constantin Tănase dopo la seconda guerra mondiale. Dopo la rivoluzione rumena, pubblicò una serie di CD: "Cu paharelu' dupa mine", "Eternul Gica" e "Greatest Hits".
Alcuni critici musicali lo paragonarono a Frank Sinatra o Maurice Chevalier. La sua musica attrasse il pubblico di tutte le età, mentre le sue influenze musicali combinavano il folk con arrangiamenti orchestrali classici. Detenne il record per il numero di brani originali, composti e suonati (oltre 1.000), molti dei quali diventarono hit nazionali o vennero riproposti da altri artisti rumeni.

## Eredità
Fu un prolifico compositore ed esecutore di musica popolare e musica leggera rumena. 
(Ion Iliescu)
Da grammofono all'mp3, Gică Petrescu fu uno dei pochi cantanti ad aver registrato musica su quasi tutti i supporti audio, iniziando con le lastre di ebanite, dischi in vinile, nastri audio e compact disc.
(Margareta Pâslaru)
La sua vita ha ispirato il film Muzica e viata mea del 1988, con la regia di Iulian Mihu.

## Discografia (selezione)
- Du-mă acasă, măi tramvai
- Fetiţele din Bucureşti
- Ionel, Ionelule
- Sanie cu zurgălăi
- Astă seară nimeni să nu doarmă
- Cântă-mi, lăutar!
- Aş vrea anii tinereţii
- Cel mai frumos tango din lume
- Dragi prieteni, sus paharul
- Dragoste, bătu-te-ar vina
- Dragostea se ţine scai de mine
- Să-mi cânţi cobzar
- Uite aşa aş vrea să mor
- Zi una mai săltăreaţă"
- Căsuţa noastră
- Bucuresti, Bucureşti
- Dă-i cu şpriţul pân' la ziuă
- Uite-aşa aş vrea să mor

Album
- Cu paharelu' dupa mine
- Eternul Gica
- Greatest Hits

## Premi e riconoscimenti
- Artista emerito (1950)
- Diploma de excelență Muzica e viața mea (TVR, 1999)
- Nel 2001, l'emittente rumena gli conferì il premio "L'artista che ha eseguito la musica rumena nel terzo millennio"
- Lifetime Award al MTV Romanian Music Awards 2004
- Il 5 maggio 2003, l'allora Presidente della Romania Ion Iliescu nominò Gică Petrescu Cavaliere dell'Ordine della Stella di Romania mentre celebrava il suo 88º compleanno
- Premio per l'intera attività (Festival Callatis, 2004)
- Premio speciale Cântecul e viața mea - Radiodifuziunea Română - 2005
- Premio speciale Cântecul e viața mea (Radio România Actualități, 2006)
- Il 18 giugno 2006 avrebbe dovuto ricevere il premio nazionale "Premiile muzicale Radio România Actualităţi" (Radio Romania News - Musical Awards). Il premio è stato annullato, poiché era morto quella stessa mattina. Aveva 91 anni.[8]